# Mouchy-le-Châtel
Mouchy-le-Châtel – miejscowość i gmina we Francji, w regionie Hauts-de-France, w departamencie Oise.
Według danych na rok 1990 gminę zamieszkiwało 80 osób, a gęstość zaludnienia wynosiła 25 osób/km² (wśród 2293 gmin Pikardii Mouchy-le-Châtel plasuje się na 917. miejscu pod względem liczby ludności, natomiast pod względem powierzchni na miejscu 1041.).